# اسکار آریاس
اسکار آریاس سانچز (زادهٔ ۱۳ سپتامبر ۱۹۴۰) سیاستمداری کاستاریکایی است که پیشتر برای دو بار از ۱۹۸۶ تا ۱۹۹۰ و از ۲۰۰۶ تا ۲۰۱۰ مقام ریاست‌جمهوری این کشور را نیز برعهده داشت. او در سال ۱۹۸۷ به دلیل تلاش‌هایش برای پایان دادن به جنگ‌های داخلی‌ای که در آن زمان در چند کشور آمریکای لاتین در جریان بود جایزه صلح نوبل را دریافت نمود.
اسکار آریاس جایزه آلبرت شوایتزر را نیز برای کارهای بشردوستانه‌اش دریافت کرده و متولی ان‌جی‌اوی اقتصاددانان برای صلح و امنیت است. او همچنین در سال ۲۰۰۳ به عنوان یکی از اعضای هیئت مدیرهٔ صندوق سپردهٔ دیوان بین‌المللی کیفری برای قربانیان انتخاب گردید. او همچنین عضو Collegium International است که سازمانی متشکل از رهبرانی با تخصص‌های سیاسی، علمی و اخلاقی است که هدفشان ایجاد راهکارهای تازه برای فائق‌آمدن بر موانع موجود در راه رسیدن به جهانی صلح‌آمیز، دارای عدالت اجتماعی و از لحاظ اقتصادی پایدار می‌باشد.